# Остров Артура
О́стров Арту́ра — остров архипелага Земля Франца-Иосифа, Приморский район Архангельской области России.

## Расположение
Остров Артура расположен севернее острова Земля Георга, довольно далеко от других островов. Площадь острова 111 км², максимальная высота 275 м.

## Описание
Территория острова практически полностью покрыта льдом. Только небольшие территории на северо-западном берегу острова (мыс Ледовой Разведки) и наиболее южная оконечность острова (мыс Низкий) свободны от льда.
Назван в честь британского писателя Артура Монтефиора Брайса (1859—1927) (англ. Arthur Montefiore Brice) — научного сотрудника Геологического общества и секретаря экспедиции Джексона-Хармсворта 1894—1897 годов (англ. Jackson-Harmsworth Polar Expedition).